# Pavetta gabonica
Pavetta gabonica är en måreväxtart som beskrevs av Cornelis Eliza Bertus Bremekamp. Pavetta gabonica ingår i släktet Pavetta och familjen måreväxter. Inga underarter finns listade i Catalogue of Life.